# Jaroslav Vrchotka
Jaroslav Vrchotka (30. srpna 1926 Lázně Kynžvart – 20. srpna 2013) byl český historik a pedagog, odborník v oblasti dějin knihy, knižní kultury, dějin knihovnictví, dějin knihtisku, inkunábulí a starých tisků.

## Studium
Dr. J. Vrchotka se narodil 30. srpna 1926 v Lázních Kynžvartě. Maturoval na Masarykově reálném gymnáziu v Plzni, ve studiích pokračoval od roku 1946 na Filosofické fakultě UK v Praze v oborech všeobecné dějiny, anglický jazyk a vědecké knihovnictví. V roce 1952 byl prohlášen doktorem filozofie, po úspěšném postgraduálním studiu získal v roce 1964 titul kandidáta historických věd.

## Profesní život
Již při studiu na filosofické fakultě nastoupil v roce 1947 do historicko-archeologického odd. Národního muzea v Praze. V r. 1949 přešel do Knihovny Národního muzea, kde pracoval až do odchodu do důchodu; od roku 1971 - 1990 jako její ředitel, v letech 1978-1990 současně jako zástupce ředitele NM. Celý svůj život zasvětil práci s knihami a Národnímu muzeu s vědomím toho, co muzejní knihovna znamená v českém kulturním životě. Je autorem mnoha studií v odborných časopisech, sbornících a ročenkách u nás i v zahraničí. Zpracoval řadu katalogů a průvodců k výstavám. Velké úsilí zaměřil na stálou expozici Knihovny NM v Muzeu knihy ve Žďáru nad Sázavou, u nás jedinečného muzea.
Při náročných úkolech řídících funkcí se zabýval i vědeckou a kulturně výchovnou činností, mimo jiné také studiem prvotisků ve spolupráci se světovými sbírkami. V Knihovně Národního muzea vedl sbírky historických fondů včetně inkunábulí a starých tisků.
V roce 2001 byl pod jeho vedením vydán Katalog prvotisků Knihovny NM v Praze a zámeckých a hradních knihoven v České republice. Je autorem knih z dějin Národního muzea, Knihovny NM a v roce 1980 vydané publikace Poklady starého hvězdářství.

## Další profesní aktivity
Působil jako externí učitel na Střední knihovnické škole, externí člen katedry knihovnictví a vědeckých informaci FF UK Praha a člen rigorosní komise. Byl předsedou a dlouholetým členem Sekce vzácných a cenných knih a dokumentů Mezinárodní federace knihovnických asociací - IFLA. Zde byl také zakladatelem a předsedou Pracovní skupiny pro muzea knihy. Je členem Mezinárodního pracovního sdružení pro dějiny knihy a písma a Gutenbergovy mezinárodní společnosti pro dějiny tisku. Při svých pracovních pobytech v zahraničních ústavech navázal úzké styky s významnými světovými knihovnami a katedrami knihovnictví. Osobně navštívil a studoval činnost téměř všech evropských muzeí knihy, mnoha knihoven a různých typů muzeí. K tomu přispělo také získání Humboltovy nadace v Bonnu a stáž Informační agentury USA ve Washingtonu. Vždy také usiloval o propagaci našeho knižního umění v zahraničí.

## Přínos pro město Čelákovice
Přes své náročné povolání si pan Dr.Vrchotka našel čas na město, ve kterém žije. Již v roce 1954 stál spolu s E. Vlasákem u zrodu nově ustaveného muzejního kroužku na podporu znovuobnovení činnosti muzea v Čelákovicích. Členy tehdejšího muzejního kroužku byli pánové Heřman, Janda, Jedlička, Klazar, Kosina, Ing.Poříz, Pospíšil a další.
Všichni, kdo znají pana Dr.Vrchotku osobně, k němu vzhlíží. Vzdělaný odborník, který žil vždy svým oborem, pro naši knižní kulturu a její mezinárodní povědomí mnoho vykonal a zároveň se věnoval s láskou své rodině, dvěma dcerám a vnoučatům. Jeho zdvořilost, zájem a ochota vždy odborně poradit jen dokreslují portrét člověka, jakých mnoho v životě nepotkáme.

## Zaměření obecně vědní
- Historiografie
- Kultura (zahrnuje i knihtisk a umění)
- Pomocné vědy historické
- Dějiny - Česko
- Kultura (zahrnuje i knihtisk a umění) - Československo
- Dějiny - Dějiny slovanských národů

## Zaměření geografické
- Bohemistika - Dějiny
- Bohemistika - Historiografie
- Bohemistika - Kultura (včetně knihtisku a umění)

## Specializace v rámci slavistiky
- Dějiny knihtisku 15. stol.
- Inkunabulogie
- Dějiny knihovnictví
- Dějiny Národního muzea, zvláště jeho slovanských styků

## Členství v odborných organizacích a radách
- Humboldt-klub v ČR
- Společnost Národního muzea
- Matice česká
- Internationaler Arbeitskreis Druck- und Mediengeschichte
- Gutenberg-Gesellschaft

## Publikační činnost
- Šafaříkova knihovna. - In: Ročenka Universitní knihovny v Praze. 1958. - Praha : Státní pedagogické nakl., 1959. - S. 21-31.
- Ke vztahům mezi Maticí českou a Maticí slovenskou zejména do roku 1918. - In: Česko-slovenské vzťahy v knihovníctve. - Martin : Matica slovenská - Praha : Státní knihovna ČSR, 1966. - S. 144-153.
- Matice česká a Národní muzeum. - In: 150 let Národního muzea v Praze : sborník příspěvků k jeho dějinám a významu. - Praha : Orbis, 1968. - S. 83-90.
- Dějiny Knihovny Národního muzea v Praze 1818-1892. - Praha : Státní pedagogické nakl., 1968. - 201 s., 24 il.
- Státní muzeum knihy a knihtisku Ukrajinské SSR v Kyjevě - In: Muzejní a vlastivědná práce. - Roč. 14, č. 2 (1976), s. 100. - (Praha, Národní muzeum (84. ročník Časopisu Společnosti přátel starožitností))
- Музей книги в Ждяре-над-Сазавой (постоянная экспозиция библиотеки Национального музея в Праге) - In: Современные литературные музеи : некоторые вопросы теории и практики. : Москва, Научно-исследовательский институт культуры, 1982. - S. 84.
- Knihovna Františka Palackého / J. Vrchotka, A. Skwarová, K. Makovcová. - In: Sborník Národního muzea v Praze. Řada C, sv. 30, č. 1/2, 3/4. - Praha, 1985. - 382 s., 8 il.
- Sborník Národního muzea v Praze, řada C - literární historie / J. Vrchotka jako redaktor s hojnými slavistickými příspěvky - Roč. XV (1970)-roč. XXXV (1990)